# سلام جاسم حسين
سلام جاسم حسين العبيدي هو ضابط عسكري عراقي، ولد عام ( 1979) في محافظة ديالى العراق. في 1 نوفمبر 2016 شارك في معركة الموصل الثانية وقاد الفرقة الذهبية التي خرقت الدفاعات الشرقية للموصل.